# Under Cover
Under Cover – dziewiąty album brytyjskiego wokalisty Ozzy’ego Osbourne’a, zawierający covery piosenek innych wykonawców. Został wydany 1 listopada 2005 roku. Na gitarze gra tu Jerry Cantrell, znany z występów z Alice in Chains.
Utwór „Mississippi Queen” został wydany jako singel.

## Lista utworów
1. „Rocky Mountain Way”, w oryginale Joe Walsh
2. „In My Life”, w oryginale The Beatles
3. „Mississippi Queen”, w oryginale Mountain
4. „Go Now”, w oryginale Bessie Banks, ale najbardziej znana jako piosenka The Moody Blues
5. „Woman”, w oryginale John Lennon
6. „21st Century Schizoid Man”, w oryginale King Crimson
7. „All The Young Dudes”, w oryginale Mott the Hoople
8. „For What It's Worth”, w oryginale Buffalo Springfield
9. „Good Times”, w oryginale Eric Burdon
10. „Sunshine of Your Love”, w oryginale Cream
11. „Fire”, w oryginale The Crazy World of Arthur Brown
12. „Working Class Hero”, w oryginale John Lennon
13. „Sympathy for the Devil”, w oryginale The Rolling Stones

## Twórcy
- Ozzy Osbourne – śpiew, główny wykonawca
- Jerry Cantrell – gitara
- Chris Wyse – gitara basowa
- Mike Bordin – perkusja

### Goście
- Ian Hunter – śpiew w „All The Young Dudes”
- Leslie West – gitara w „Mississippi Queen"